# Liste de ponts du Québec
Cette liste non exhaustive regroupe plusieurs ponts routiers et autoroutiers construits pour franchir nombre de cours d'eau du Québec. Y sont rassemblés la majorité des ponts désignés par un nom relevant du Ministère des Transports du Québec.

## Liste des principaux ponts
- Haut – A
- B
- C
- D
- E
- F
- G
- H
- I
- J
- K
- L
- M
- N
- O
- P
- Q
- R
- S
- T
- U
- V
- W
- X
- Y
- Z

| Pont                                   | Rivière                | Municipalités                                       | Routes               | longueur (m) | Année inauguration   |
| -------------------------------------- | ---------------------- | --------------------------------------------------- | -------------------- | ------------ | -------------------- |
| Pont Madeleine-Parent                  | Canal de Beauharnois   | Beauharnois                                         | A-30                 | 2 550        | 2012                 |
| Pont Champlain                         | Fleuve Saint-Laurent   | Montréal / Brossard                                 | A-10, A-15, A-20     | 3 440        | 21 avril 1967        |
| Pont Charles-De Gaulle                 | Rivière des Prairies   | Montréal / Terrebonne                               | A-40                 | 1 045,4      | 1965                 |
| Pont de la Concorde                    | Fleuve Saint-Laurent   | Montréal / Montréal                                 | Avenue Pierre-Dupuy  | 690          | 1965                 |
| Pont Duplessis                         | Rivière Saint-Maurice  | Trois-Rivières                                      | Route 138            | 600          |                      |
| Pont Galipeault                        | Rivière des Outaouais  | L'Île-Perrot / Sainte-Anne-de-Bellevue              | A-20                 | 510          | 1922                 |
| Pont Honoré-Mercier                    | Fleuve Saint-Laurent   | Montréal / Kahnawake                                | Route 138            | 1 933        | 1934                 |
| Pont de l'Île-aux-Tourtes              | Lac des Deux-Montagnes | Senneville / Vaudreuil-Dorion                       | A-40                 | 1 962        | 1966                 |
| Pont de l'île d'Orléans                | Fleuve Saint-Laurent   | Québec / Saint-Pierre-de-l'Île-d'Orléans            | Route 368            | 4 430        | 6 juillet 1935       |
| Pont Jacques-Cartier                   | Fleuve Saint-Laurent   | Montréal / Longueuil                                | Route 134            | 2 687        | 24 mai 1930          |
| Pont Laviolette                        | Fleuve Saint-Laurent   | Trois-Rivières / Bécancour                          | A-55                 | 2 707        | 20 décembre 1967     |
| Pont Louis-Bisson                      | Rivière des Prairies   | Laval / Montréal                                    | A-13                 | 527          | 1975                 |
| Pont-tunnel Louis-Hippolyte-Lafontaine | Fleuve Saint-Laurent   | Montréal / Boucherville                             | A-25                 | 1 391        | 1967                 |
| Pont Pierre-Laporte                    | Fleuve Saint-Laurent   | Québec / Lévis                                      | A-73                 | 1 041        | 1er novembre 1970    |
| Pont de Québec                         | Fleuve Saint-Laurent   | Québec / Lévis                                      | Route 175            | 987          | 22 août 1919         |
| Pont Radisson                          | Rivière Saint-Maurice  | Trois-Rivières                                      | A-40                 | 805          |                      |
| Pont Taschereau                        | Rivière des Outaouais  | Vaudreuil-Dorion / Pincourt                         | A-20                 | 480          | 1964                 |
| Pont Victoria                          | Fleuve Saint-Laurent   | Montréal / Saint-Lambert                            | Route 112            | 1 800        | 1860                 |
| Pont Médéric-Martin                    | Rivière des Prairies   | Laval / Montréal                                    | A-15                 | 614,9        |                      |
| Pont Viau                              | Rivière des Prairies   | Laval / Montréal                                    | Route 335            | 429,6        |                      |
| Pont Papineau-Leblanc                  | Rivière des Prairies   | Laval / Montréal                                    | A-19                 | 420          | 1969                 |
| Pont Pie-IX                            | Rivière des Prairies   | Laval / Montréal                                    | Route 125            | 658          | 1937 puis 1967       |
| Pont Olivier-Charbonneau               | Rivière des Prairies   | Laval / Montréal                                    | A-25                 | 1 200        | 2011                 |
| Pont Arthur-Sauvé                      | Rivière des Mille Îles | Laval / Saint-Eustache                              | Route 148            | 457          | 1849, 1948 puis 2010 |
| Pont Vachon                            | Rivière des Mille Îles | Laval / Boisbriand                                  | A-13                 | 716          | 1972                 |
| Pont Gédéon-Ouimet                     | Rivière des Mille Îles | Laval / Boisbriand                                  | A-15                 | 1 145,7      | 1958                 |
| Pont Marius-Dufresne                   | Rivière des Mille Îles | Laval / Rosemère                                    | Route 117            | 472          | 1854 puis 1945       |
| Pont Athanase-David                    | Rivière des Mille Îles | Laval / Bois-des-Filion                             | Route 335            | 400          | 1910 puis 1979       |
| Pont Mathieu                           | Rivière des Mille Îles | Terrebonne / Terrebonne                             | A-25                 | 162,6        |                      |
| Pont Lepage                            | Rivière des Mille Îles | Laval / Terrebonne                                  | A-25                 | 172,5        |                      |
| Pont Sophie-Masson                     | Rivière des Mille Îles | Laval / Terrebonne                                  | Route 125            | 255          | 2007                 |
| Pont Monseigneur-Langlois              | Fleuve Saint-Laurent   | Salaberry-de-Valleyfield / Coteau-du-Lac            | Route 201            | 2 200        | 1954                 |
| Pont Serge-Marcil                      | Fleuve Saint-Laurent   | Salaberry-de-Valleyfield / Les Coteaux              | A-30                 | 1 860        | 2012                 |
| Pont Félix-Gabriel-Marchand            | Rivière Richelieu      | Saint-Jean-sur-Richelieu / Saint-Jean-sur-Richelieu | A-35                 | 128,5        | 1966                 |
| Pont Gouin                             | Rivière Richelieu      | Saint-Jean-sur-Richelieu / Saint-Jean-sur-Richelieu | Rue Saint-Jacques    | 485,7        | 1916                 |
| Pont Michel-Chartrand                  | Rivière Richelieu      | Chambly / Richelieu                                 | A-10                 | 895          | 1963                 |
| Pont Arthur-Branchaud                  | Rivière Richelieu      | Belœil / Mont-Saint-Hilaire                         | A-20                 | 733,5        | 1963                 |
| Pont Jordi-Bonet                       | Rivière Richelieu      | Belœil / Mont-Saint-Hilaire                         | Route 116, Route 229 | 388,6        | 2001                 |
| Pont des Voltigeurs                    | Rivière Saint-François | Drummondville / Saint-Charles-de-Drummond           | A-20, A-55           | 304          |                      |
| Pont David-Laperrière                  | Rivière Saint-François | Saint-François-du-Lac / Pierreville                 | Route 132            | 570,2        | 1933                 |
| Pont Edmund-W.-Tobin                   | Rivière Saint-François | Sherbrooke / Sherbrooke                             | A-610                | 267,7        |                      |
| Pont Maurice-Gingues                   | Rivière Magog          | Sherbrooke / Sherbrooke                             | A-410                | 176,6        |                      |
| Pont de Sainte-Marie-de-Beauce         | Rivière Chaudière      | Sainte-Marie                                        | Route 216            | 152          | 2003                 |
| Pont Camille-Parenteau                 | Rivière Yamaska        | Yamaska / Yamaska                                   | Route 132            | 310          | 1931                 |
| Pont Maurice-Martel                    | Rivière Richelieu      | Sorel-Tracy / Sorel-Tracy                           | A-30                 | 805,6        | 1967                 |
| Pont Dubuc                             | Rivière Saguenay       | Chicoutimi / Chicoutimi-Nord                        | Route 175            | 458          | 1972                 |